# Quitexe
Quitexe è una municipalità dell'Angola appartenente alla provincia di Uíge. Ha 28.862 abitanti (stima del 2006).
Il capoluogo è Quitexe.